# Kanton Verdun-1
Kanton Verdun-1 (fr. Canton de Verdun-1) je francouzský kanton v departementu Meuse v regionu Grand Est. Tvoří ho obec Sivry-la-Perche a část města Verdun. Zřízen byl v roce 2015.